# Botanički vrt Sveučilište Vitolda Velikog
Botanički vrt Sveučilište Vitolda Velikog (litvanski: Vytauto Didžiojo universiteto Botanikos sodas) je botanički vrt u Kaunasu u Litvi.
Utemeljen je 1923., zajedno s Litvanskim sveučilištem (kasnije preimenovanim u Sveučilište Vitolda Velikog) na inicijativu Tadasa Ivanauskasa i Konstantinasa Regelisa. 
Botanički vrt danas zauzima 62 hektara zemlje, s 517 četvornih metara konzervatorija i pokusnih staklenika, koji obuhvaćaju 0,25 hektara. 
Vrt služi kao predstavilište lokalne biljne zajednice, udomljava razne istraživačke kapacitete, a također prodaje cvijeće, grmlje i stabla široj javnosti.

## Zemljopisni položaj
Nalazi se na 54°52'18" sjeverne zemljopisne širine i 23°54'46" istočne zemljopisne dužine.

## Slike
- Arboretum
- Rosarij
- Ukrasno bilje
- Ribnjak u botaničkom vrtu
- Upravna zgrada

## Vanjske poveznice

### Ostali projekti
|  | Zajednički poslužitelj ima još gradiva o temi Botanički vrt Sveučilište Vitolda Velikog |

### Službene stranice
- Službene stranice
- Vytautas Magnus University Botanical Garden in Kaunas - BGCI
- Istraživanja medicinskih vrijednosti biljaka